# À propos d'Henry
Pour plus de détails, voir Fiche technique et Distribution.
À propos d'Henry (Regarding Henry) est un film américain réalisé par Mike Nichols, sorti en 1991.

## Synopsis
Henry Turner (Harrison Ford), avocat célèbre et sans scrupule, enchaîne les succès. Chez lui, l'ambiance est plutôt morne avec sa femme et sa fille. Un soir, alors qu'il sort s'acheter des cigarettes, il arrive au bureau de tabac sans se rendre compte que le commerce est en train d'être victime d'une attaque à main armée. Il reçoit une balle dans le thorax et une balle dans le front. Le brillant avocat se réveille alors à l'hôpital, totalement amoindri, paralysé et atteint d'amnésie rétrograde…
Il va alors devoir tout réapprendre, à commencer par ses relations familiales ce qui va changer la vie de tous ses proches.

## Fiche technique
Sauf indication contraire, les informations mentionnées dans cette section peuvent être confirmées par la base de données cinématographiques IMDb,  présente dans la section « Liens externes ».
- Titre français et québécois : À propos d'Henry
- Titre original : Regarding Henry
- Réalisation : Mike Nichols
- Scénario : J. J. Abrams
- Images : Giuseppe Rotunno
- Musique : Hans Zimmer
- Production : J. J. Abrams, Robert Greenhut
- Société de production : Paramount Pictures
- Distribution : United International Pictures (France), Paramount Pictures (États-Unis)
- Pays de production : États-Unis
- Format : Couleurs - 1,85:1 - Technicolor - son Dolby numérique
- Genre : drame
- Durée : 108 minutes
- Dates de sortie :
  - États-Unis : 10 juillet 1991
  - France : 23 octobre 1991

## Distribution
- Harrison Ford (VF : Richard Darbois) : Henry Turner
- Annette Bening (VF : Françoise Cadol) : Sarah Turner
- Kamian « Mikki » Allen (VF : Maël Davan-Soulas) : Rachel Turner
- Bill Nunn (VF : Mario Santini) : Bradley
- Donald Moffat (VF : Pierre Hatet) : Charlie
- Rebecca Miller : Linda
- Bruce Altman (VF : Bernard Lanneau) : Bruce
- John Leguizamo : le braqueur
- Nancy Marchand : Mme O'Brien
- Aida Linares (VF : Tamila Mesbah) : Rosella
- Elizabeth Wilson (VF : Claude Chantal) : Jessica
- Robin Bartlett (VF : Maria Tamar) : Phyllis
- Michael Haley : Court Clerk
- Stanley Swerdlow : M. Matthews
- Julie Follansbhee : Mme Matthews
- James Rebhorn : Dr. Sultan
- Peter Appel (VF : Jean-Jacques Nervest) : Eddie le portier
- J. J. Abrams : un livreur (caméo)

## Production
Le tournage a eu lieu dans l'État de New York, notamment à New York, White Plains et Millbrook.

## Bande originale
La musique du film est composée par Hans Zimmer.

### Liste des titres
1. Walkin' Talkin' Man
2. A Cold Day In NY
3. Blowfish
4. Ritz
5. Henry Vs Henry
6. Ritz Part II
7. I Don't Like Eggs
8. Gotta Get Me Some Of That
9. Central Park, 6PM
10. Buddy Grooves

### Musiciens et crédits
- Hans Zimmer : compositeur, arrangeur, claviers, synthétiseurs, programmation (Akai, Yamaha DX Series, Steinberg)
- Kathy Lenski : violon
- Kirke Godfre : percussions
- Bruce Fowler : arrangeur des cordes, percussions
- Kyle Eastwood : guitare basse, synthétiseur basse
- Walt Fowler : cor d'harmonie
- Bobby McFerrin : chœurs
- Jay Rifkin : réalisateur artistique, mixage

## Distinctions
- Annette Bening remporte le prix de la première apparition aux Critics Circle Film Awards de 1992.
- Le film est nommé aux Young Artist Awards de 1992, dans les catégories meilleur film familial dramatique, et meilleure jeune actrice dans un long métrage pour Kamian Allen

## Critiques
Les critiques se situent entre tiédeur et froideur. 
- pour Vincent Canby du New York Times : c'est « un conte de fées sentimental », qui n'est « ni un drame universel inspiré, ni une analyse précise du mode de vie américain »[2].
- pour Roger Ebert du Chicago Sun-Times (qui donne au film 2 étoiles sur 4) : « il y a peut-être un bon film quelque part dans Regarding Henry, mais Mike Nichols ne l'a pas trouvé. Il y a dans ce film trop d'ingéniosité superficielle et évidente, qui cherche sans détours à susciter de faciles mouvements émotionnels et qui essaie de manipuler le spectateur avec des péripéties dignes d'un sit-com. » Ebert trouve aussi « particulièrement exaspérante » (voire comique à contre-temps) la connexion entre les crackers Ritz (en) et l'hôtel Ritz-Carlton, connexion qui cherche apparemment à démontrer que Henry garde, profondément enfoui dans sa mémoire, le souvenir de ses rendez-vous extra-conjugaux[3].
- pour Rita Kempley du Washington Post, c'est : « une parabole proprette sur l'hypocrisie des années 90 »[4].
- pour Peter Travers de Rolling Stone, c'est : « un "tire-larmes" sans intérêt, qui s'arrange pour réduire à rien les problèmes importants qu'il soulève à grand bruit ». Mais Travers salue au passage la performance d'acteur de Harrison Ford[5].
- pour Variety, cependant, c'est : « un subtil voyage émotionnel, impeccablement orchestré par le metteur en scène Mike Nichols, et admirablement joué »[6].